# Liste der Gemüse

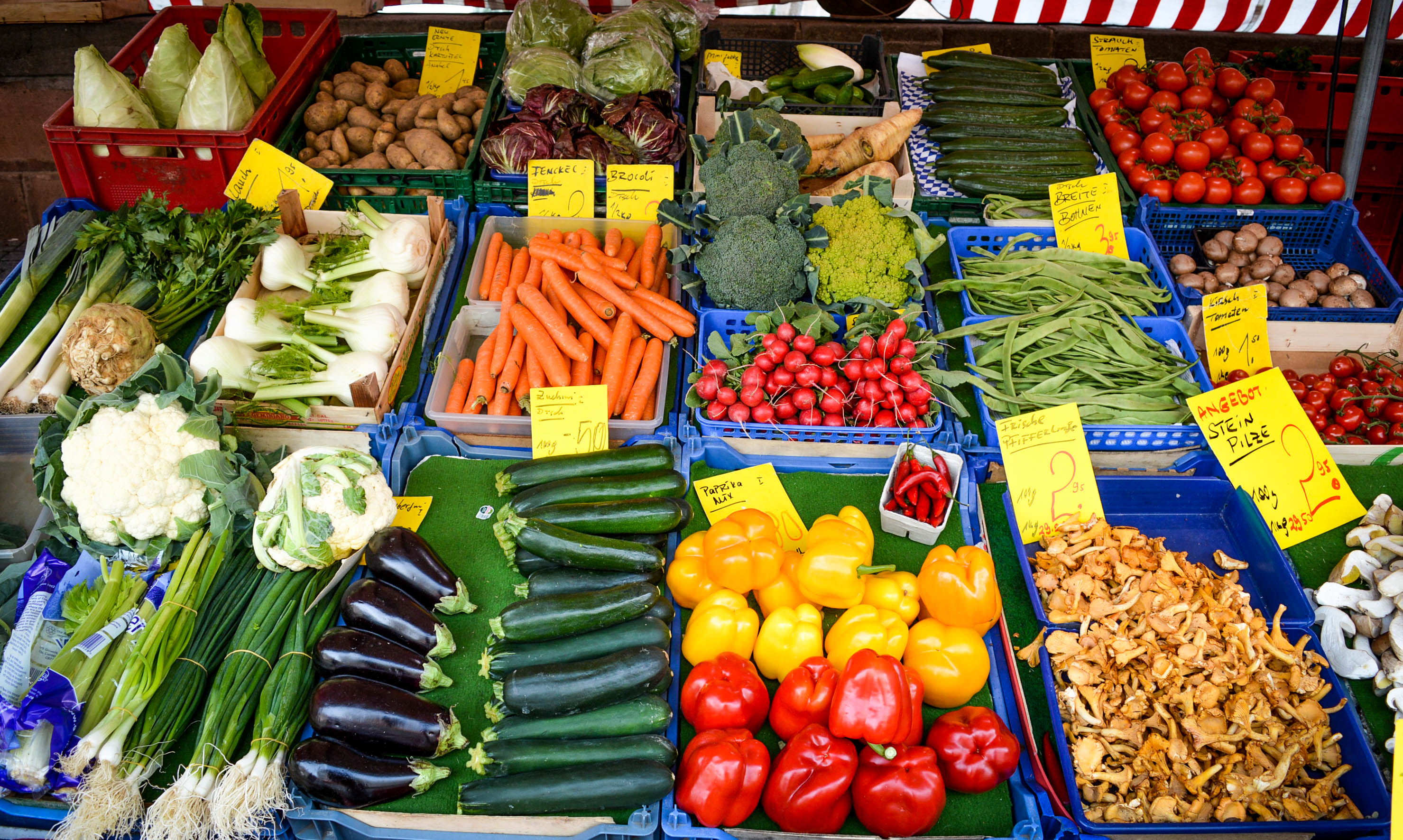
Angebot an verschiedenem Gemüse und Speisepilzen an einem Marktstand in Nürnberg, 2015

Diese Liste der Gemüse soll einen Überblick der essbaren Arten von Gemüse geben.
- Diese Liste der Gemüse gibt eine Übersicht nach den benutzten Pflanzenteilen der Gemüsesorten nach gärtnerischer Sicht und den Handelsbezeichnungen.
- In der Liste der Nutzpflanzen werden die Pflanzenarten, die Gemüse liefern,  aus botanischer Sicht zusammengefasst, wobei diese dort nach  Inhaltsstoffen und Verwendung in Anlehnung an W. Franke: Nutzpflanzenkunde (Lit. siehe dort) geordnet sind.
- Die Kategorie:Gemüse bietet eine Sortierung der Gemüsegruppen nach kulinarischen Aspekten.
- Gemüsesorte steht für verschiedene kultivierte Sorten ein und derselben biologischen Pflanzenart, und werden nicht hier, sondern in den Fachartikeln aufgeführt.

## Unterteilung der Gemüse nach ihrer Nutzung

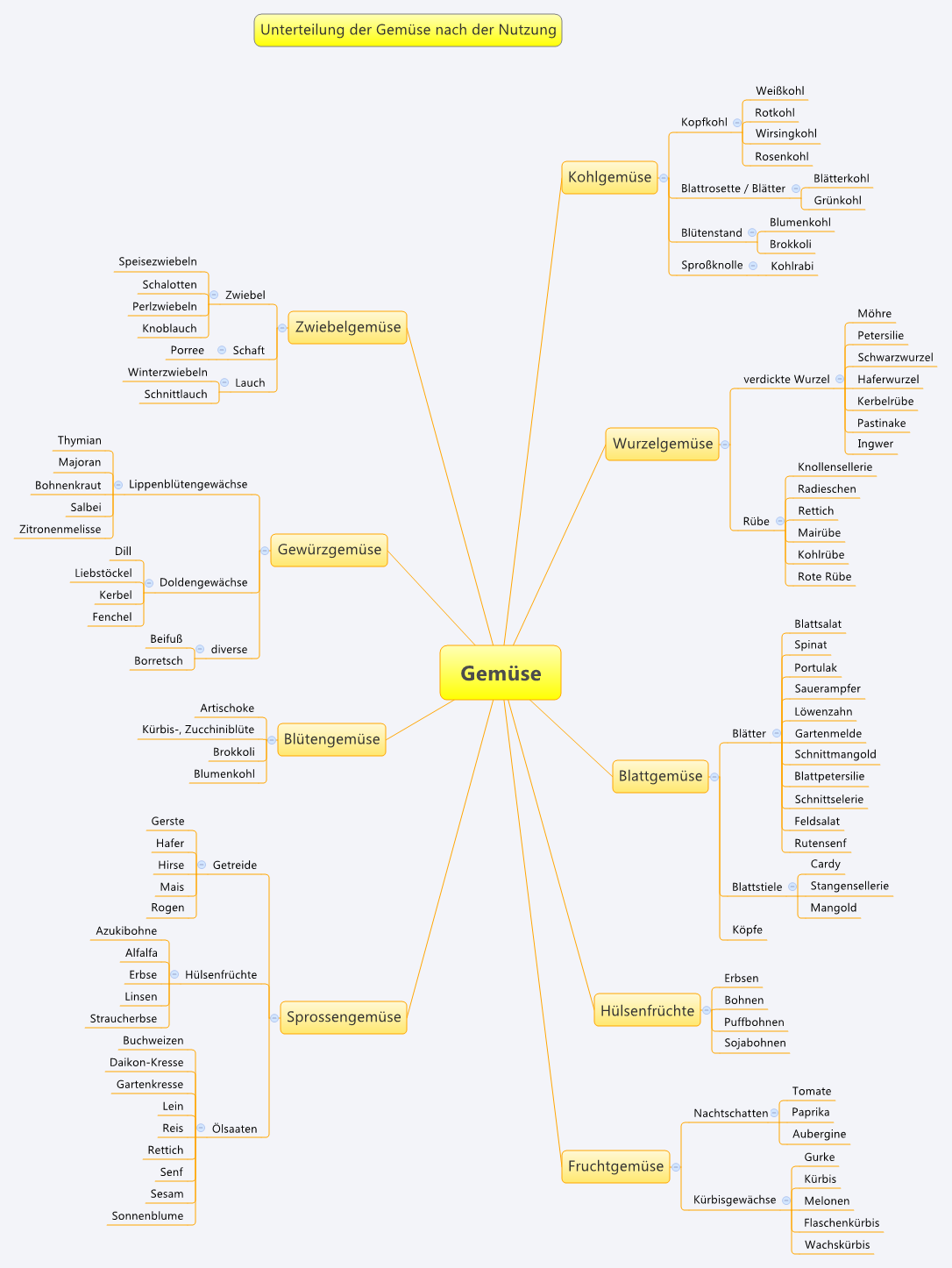
Gemüse unterteilt nach ihrer Verwendung

Siehe Schemabild rechts, in der Gemüse unterteilt nach ihrer Verwendung aufgelistet ist.

## Blattgemüse

### Salate
- Gartensalat (Lactuca sativa L. 1753) (Korbblütler)
  - Kopfsalat (Lactuca sativa L. var. capitata L.)
  - Schnittsalat (Lactuca sativa L. var. crispa L.)
  - Bindesalat (Lactuca sativa L. var. longifolia L.)
  - Spargelsalat (Lactuca sativa var. angustana)
  - Eisbergsalat
- Gemeine Wegwarte (Cichorium intybus L. 1753) (Korbblütler)
  - Chicorée (Cichorium intybus var. foliosum) (Sorten: Zuckerhut, Radicchio)
  - Endivie (Cichorium endivia L.)
- Gewöhnlicher Löwenzahn (Taraxacum sect. Ruderalia)
- Rucola, Rauke (Diplotaxis tenuifolia (L. 1755) DC. 1821 oder Eruca sativa Hill 1756) (Kreuzblütengewächse)
- Mangold (Beta vulgaris subsp. vulgaris L. 1753) (Gänsefußgewächse)
- Spinat (Spinacia oleracea L. 1753) (Gänsefußgewächse)
- Wasserspinat (Ipomoea aquatica Forssk. 1775) (Windengewächse)
- Gartenmelde (Atriplex hortensis L. 1753) (Gänsefußgewächse)
- Brunnenkresse (Nasturtium officinale R.Br. 1812) (Kreuzblütengewächse)
- Portulak (Portulaca sativa Haw. 1803) (Portulakgewächse)
- Gewöhnliches Tellerkraut (Kuba-Spinat, Postelein, Winterportulak, Claytonia perfoliata Donn ex Willd. 1798) (Portulakgewächse)
- Malabar-Spinat, Indischer Spinat (Basella alba 1753)
- Neuseeländer Spinat, Neuseelandspinat (Tetragonia tetragonoides (Pall. 1781) Kuntze 1891)
- Jambú (Acmella oleracea (L. 1767) R.K.Jansen 1985) (Korbblütler)
- Jute-Blätter (Corchorus olitorius L. 1753) (Malvengewächse)
- Eiskraut (Mesembryanthemum crystallinum L. 1753) (Mittagsblumengewächse)
- Taglilien, z. B. die Gelbrote Taglilie (Hemerocallis fulva (L. 1753) L. 1762) (Tagliliengewächse)
- Ähriger Erdbeerspinat (Blitum capitatum L. 1753) (Gänsefußgewächse)
- Guter Heinrich (Blitum bonus-henricus (L. 1753) Rchb. 1832) (Gänsefußgewächse)
- Garten-Ampfer (Rumex patientia L. 1753) (Knöterichgewächse)

- siehe auch Salatpflanze

### Kohl
- Kohl (Brassica) (Kreuzblütler)
  - Mittelmeer-Kohl (Brassica fruticulosa Cirillo 1792)
  - Ruten-Kohl, oder Indischer Senf oder Serepta-Senf genannt, (Brassica juncea (L. 1753) Czern. 1859)
  - Raps und Steckrübe (Brassica napus L. 1753)
    - Steckrübe, Kohlrübe, Wruke (B. napus subsp. rapifera MTZG.)
    - Raps (B. napus subsp. napus L.)
    - Schnittkohl (B. napus subsp. pabularia)

  - Schwarzer Senf (Brassica nigra (L. 1753) W.D.J.Koch 1833)
  - Gemüsekohl (Brassica oleracea L. 1753)
    - Blumenkohl (B. oleracea var. botrytis L.)
      - Romanesco (B. oleracea convar. botrytis var. botrytis L.)

    - Brokkoli (B. oleracea var. italica Plenck)
    - Kohlrabi (B. oleracea var. gongylodes L.)
    - Kopfkohl (B. oleracea convar. capitata L.)
      - Rotkohl (Brassica oleracea convar. capitata var. rubra L.)
      - Weißkohl (Brassica oleracea convar. capitata var. alba L.)
        - Spitzkohl

      - Wirsing, Savoyer Kohl (B. oleracea convar. capitata var. sabauda L.)

    - Rosenkohl (B. oleracea var. gemmifera DC.)
    - Grünkohl, „Braunkohl“ (B. oleracea var. sabellica L.)
    - Palmkohl (Brassica oleracea var. palmifolia DC.)
    - Markstammkohl (B. oleracea var. medullosa Thell.)
    - Blattkohl (Brassica oleracea var. viridis)

  - Rübsen (Brassica rapa L. 1753)
    - Ölrübsen (B. rapa subsp. oleifera)
    - Chinakohl (B. rapa subsp. pekinensis)
    - Pak Choi (B. rapa subsp. chinensis)
    - Mairübe, Wasserrübe, Weiße Rübe, Teltower Rübchen, Bayerische Rübe (B. rapa subsp. rapa)
      - Rübstiel (als reines Blattgemüse)

### Andere
- Staudensellerie (Apium graveolens var. dulce (Mill. 1768) Poir. 1804)

## Blütengemüse
- Artischocke (Cynara scolymus L. 1753) (Korbblütler)
- Zucchini (Curcubita pepo subsp. pepo L. 1753 convar. giromontiina) (Kürbisgewächse)
- Blumenkohl (Brassica oleracea var. botrytis L. 1753)
- Brokkoli (Brassica oleracea var. italica Plenck 1794)
- Romanesco (Brassica oleracea convar. botrytis var. botrytis)
- Lilien (Lilium Tourn. 1700 ex L. 1753) (Liliengewächse)
- Dahlien (Dahlia Cav. 1791) (Korbblütler)
- Kaper (Capparis spinosa L. 1753) (Kreuzblütlerartige)

## Fruchtgemüse
Familie Cucurbitaceae
- Unterfamilie Cucurbitoideae
  - Citrullus
    - Wassermelone (Citrullus lanatus (Thunb. 1794) Matsum. & Nakai 1920)

  - Gurken (Cucumis L.)
    - Honigmelone (Cucumis melo L. 1753)
    - Kiwano (Cucumis metuliferus E.Mey. 1838 ex Schrad. 1859)
    - Gurke (Cucumis sativus L. 1753) (Gewürzgurke)

  - Kürbisse und Zucchini (Cucurbita), zu ergänzen
    - Gartenkürbis, Zucchini, Spaghettikürbis (Cucurbita pepo L. 1753)
    - Riesen- oder Hokkaidokürbis (Cucurbita maxima Duchesne 1786)
    - Moschuskürbis (Cucurbita moschata Duchesne 1786 ex Poir. 1818)
    - Feigenblatt-Kürbis (Cucurbita ficifolia Bouché 1837)?

  - Bittermelone (Momordica L. 1753, 45 Arten)
  - Flaschenkürbisse (Lagenaria siceraria (Molina 1782) Standl. 1930)
  - Schwammkürbis (Luffa Mill. 1754)
  - Sechium
    - Chayote = Christofine, (Sechium edule (Jacq. 1760) Sw. 1800)
- Tomate (Solanum lycopersicum L. 1753) (Nachtschattengewächse)
- Tomatillo (Physalis philadelphica Lam. 1786) (Nachtschattengewächse)
- Paprika, Peperoni, Chili (Capsicum L. 1753)  (Nachtschattengewächse)
- Amaranth (Amaranthus L. 1753) (Fuchsschwanzgewächse)
- Aubergine (Solanum melongena L. 1753)
- Avocado (Persea americana Mill. 1768) (Lorbeergewächse)
- Okra (Abelmoschus esculentus (L. 1753) Moench 1794) (Malvengewächse)
- Brotfrucht (Artocarpus altitis (Parkins. 1773 ex Du Roi) Fosberg 1941) (Maulbeergewächse)
- Yacon (Smallanthus sanchifolius (Poepp. & Endl. 1845) H.Rob. 1978) (Korbblütler)

## Wurzelgemüse

### Knollengemüse
- Gelbe Rübe, Mohrrübe (Daucus carota L. ssp. sativus) (Doldengewächse)
- Rote Bete, Rote Rübe (Beta vulgaris subsp. vulgaris)
- Zuckerrübe
- Brassica
  - Steckrübe, Kohlrübe (Brassica napus subsp. rapifera)
  - Brassica rapa
    - Mairübe (Brassica rapa subsp. rapa var. majalis)
    - Teltower Rübchen (Brassica rapa subsp. rapa var. pygmaea)
- Meerrettich (Armoracia rusticana GAERTN.MEY. & SCHERB.)
- Radieschen (Raphanus sativus L. subsp. sativus)
- Daikon (Raphanus sativus var. longipinnatus)
- Schwarzer Winter-Rettich (Raphanus sativus subsp. niger var. niger)
- Wasabi (Wasabia japonica MATSUM.) (Kreuzblütler)
- Kartoffel (Solanum tuberosum L.) (Nachtschattengewächse)
- Garten-Schwarzwurzel (Scorzonera hispanica L.) (Korbblütler)
- Pastinake (Pastinaca sativa) (Doldengewächse)
- Wurzelpetersilie (Petroselinum crispum subsp. tuberosum)
- Sellerie (Apium graveolens)
- Kerbelrübe oder Knolliger Kälberkropf (Chaerophyllum bulbosum L.)
- Lotoswurzel (Nelumbo)
- Yams (Dioscorea. L.') (Yamswurzelgewächse)
- Süßkartoffel (Ipomoea batatas L.) (Windengewächse)
- Topinambur (Helianthus tuberosus) (Korbblütler)
- Taro (Colocasia esculenta) (Aronstabgewächse)
- Yacón (Smallanthus sonchifolius) (Korbblütler)
- Haferwurzel (Tragopogon porrifolius) (Korbblütler)

### Zwiebelgemüse
- Allium (Lauchgewächse)
  - Zwiebel (A. cepa L.)
  - Winterzwiebel, Frühlingszwiebel, (A. fistulosum L.)
  - Knoblauch (A. sativum L.)
  - Schalotte (A. ascalonicum STRAND.)
  - Porree, Lauch (A. porrum L.)
    - Perlzwiebel (Allium porrum var. sectivum)

  - Bärlauch (Allium ursinum)

## Hülsenfrüchte
- Siehe auch bes.: Bohne (Pflanze)

- Phaseolus
  - Limabohne (Phaseolus lunatus L.), Mondbohne
  - Teparybohne (Phaseolus acutifolius A.GRAY)
  - Feuerbohne (Phaseolus coccineus L.), Schminkbohne
  - Gartenbohne, Buschbohne, Stangenbohne, (Phaseolus vulgaris L.)
    - Sorten:
      - Kidney-Bohne, Nierenbohne
      - Perlbohne
      - Wachtelbohne, Pintobohne
      - Schwarze Bohne, Brasilien
      - Weiße Bohne
      - Ahrtaler Köksje

- Sojabohne (Glycine max (L.) Merill)

- Erbse (Pisum)
  - Schalerbse (Pisum sativum L. convar. sativum), auch Pahl-, Pal- oder Kneifelerbsen
  - Markerbse (Pisum sativum L. convar. medullare Alef. emend. C.O. Lehm)
  - Zuckererbse (Pisum sativum L. convar. axiphium Alef emend. C.O. Lehm), auch Kaiserschoten, Kiefelerbsen oder Kefen, (Zuckerschote)
  - Riesenerbse (Pisum granda sneida L. convar. sneidulo p. shneiderium)

- Schneckenklee (Medicago L.)
  - Gewöhnliche Luzerne, Luzerne (M. sativa L.)

- Kichererbse (Cicer arietinum L.)

- Linsen, (Lens), (Lens culinaris Medik.)

- Lupinen (Lupinus L.)

- Wicken (Vicia L.)
  - Ackerbohne, Dicke Bohne, Saubohne (Vicia faba L.)
  - Linsenwicke, Kanadische Linsen (Vicia ervilia L.)
  - Saatwicke (Vicia sativa (L.) Willd.)

- Platterbsen (Lathyrus L.)
  - Saat-Platterbse (Lathyrus sativus L.)
  - Knollen-Platterbse (Lathyrus tuberosus L.)

- Vigna
  - Mattenbohne, (Vigna aconitifolia (Jacq.) Maréchal)
  - Adzukibohne, (Vigna angularis (Willd.) Ohwi & H. Ohashi)
  - Urdbohne, (Vigna mungo (L.) Hepper)
  - Mungbohne, (Vigna radiata (L.) R. Wilczek), „Sojasprossen“
  - Bambara-Erdnuss, (Vigna subterrane (L.) Verdc.)
  - Reisbohne, (Vigna umbellata (Thunb.) Ohwi & H. Ohashi)
  - Vigna vexillata (L.) A. Rich., (kein deutscher Name)
  - Vigna unguiculata (L.) Walp., in den drei Unterarten:
    - Spargelbohne (Vigna unguiculata subsp. sesquipedalis)
    - Augenbohne (Vigna unguiculata subsp. unguiculata)
    - Catjang-Bohne (Vigna unguiculata subsp. cylindrica)

- Straucherbse, (Cajanus cajan (L.) Millsp.)

- Macrotyloma
  - Erdbohne, (Macrotyloma geocarpum (Harms) Maréchal & Baudet)
  - Pferdebohne, (Macrotyloma uniflorum (Lam.) Verdc.)

- Goabohne, (Psophocarpus tetragonolobus (L.) DC.)

- Knollenbohne, (Sphenostylis stenocarpa (Hochst. ex A. Rich.) Harms)

- Faselbohne, Helmbohne, Lablab-Bohne, (Lablab purpureus (L.) Sweet)

- Guarbohne (Cyamopsis tetragonolobus (L.) Taub.)

- Canavalia
  - Jackbohne, (Canavalia ensiformis (L.) DC.)
  - Schwertbohne, (Canavalia gladiata (Jacq.) DC.)

## Sonstiges (unsortiert)
- Batis (Batis L.) (Kreuzblütler)
- Mexikanische Chia (Salvia hispanica) (Lippenblütler)
- Chinesische Wasserkastanie (Eleocharis dulcis)
- Eibisch (Althaea officinalis L.) (Malvengewächse)
- Fenchel (Foeniculum vulgare (L.) Mill.) (Doldenblütler)
- Gemüsespargel (Asparagus officinalis L.) (Spargelgewächse)
- Gemeiner Rhabarber (Rheum rhabarbarum) (Polygonaceae)
- Japanischer Rhabarber (Fallopia japonica (Houtt.) Ronse Decr.) (Knöterichgewächse)
- Koriander (Coriandrum sativum L.) (Doldenblütler)
- Quinoa (Chenopodium quinoa Willd.) (Gänsefußgewächse)
- Schwedische Rübe (Brassica napus) siehe Steckrübe
- Wassermimose (Neptunia oleracea Lour.) (Mimosengewächse)
- Maniok, Mandioka, Kassava, Kassave oder in Lateinamerika Yuca (Manihot esculenta Crantz) (Wolfsmilchgewächse)
- Knolliger Sauerklee, Oca oder Yam (Oxalis tuberosa) (Sauerkleegewächse)
- Olluco, Melloco oder Knollenbaselle (Ullucus tuberosus) (Basellgewächse)
- Mashua, auch Knollige Kapuzinerkresse (Tropaeolum tuberosum) (Kapuzinerkressengewächse)
- Bambussprossen
- Palmherzen
- Sprossengemüse
- Opuntia ficus-indica und andere Opuntienarten.